# Uwe Spetzger

Uwe Spetzger (2020)

Uwe Spetzger (* 9. Juni 1962 in Karlsruhe) ist ein deutscher Neurochirurg und Professor am Karlsruher Institut für Technologie. Er ist seit 2002 der Direktor der Klinik für Neurochirurgie und war von 2019 bis 2020 der medizinische Geschäftsführer des Städtischen Klinikums Karlsruhe.

## Biographie
Nach Abschluss seines Militärdienstes bei der Luftwaffe begann er das Studium der Humanmedizin an der Universität Heidelberg und an der Universität Zürich. Spetzger absolvierte 1990 das US-amerikanische medizinische Staatsexamen ECFMG und begann 1990 am Universitätsklinikum der Rheinisch-Westfälischen Technischen Hochschule (RWTH) Aachen seine Facharztausbildung zum Neurochirurgen. Ab 1996 war Spetzger in der Neurochirurgischen Universitätsklinik der RWTH-Aachen als Oberarzt tätig und absolvierte 1999 ein Forschungsstipendium der Deutschen Gesellschaft für Neurochirurgie am Department of Neurosurgery, University of Illinois in Chicago (UIC). Er bestand 1999 in Brüssel das europäische Examen EANS/UEMS European Board Examination in Neurological Surgery and Appointment as Fellow of European Board of Neurological Surgery. Nach seiner Habilitation im Themengebiet - zerebrale Aneurysmen - war er ab 1999 für drei Jahre als Leitender Oberarzt der Neurochirurgischen Universitätsklinikum Freiburg tätig und als  stellvertretender Leiter des interdisziplinären Zentrums für Schädelbasischirurgie. Spetzger wurde 2002 zum Direktor der Neurochirurgischen Klinik im Städtischen Klinikum Karlsruhe gewählt. Er ist Fakultätsmitglied des Instituts für Anthropomatik und Robotik der Fakultät für Informatik am Karlsruher Institut für Technologie (KIT), an dem er aktuell seine Lehrverpflichtung als Honorarprofessor wahrnimmt. Spetzger war 2015 Kongresspräsident der 66. Jahrestagung der Deutschen Gesellschaft für Neurochirurgie in Karlsruhe und von 2019 bis 2021 der Präsident der Deutschen Akademie für Neurochirurgie. Von 2019 bis September 2020 war er medizinischer Geschäftsführer des Städtischen Klinikums Karlsruhe. Während der Covid-19-Pandemie war Spetzger im Rahmen seiner Tätigkeit als Geschäftsführer des Karlsruher Klinikums organisatorisch verantwortlich für die Übernahme der ersten schwer erkrankten Corona-Patienten aus Frankreich , hierfür wurde er 2023 mit dem Landesverdienstorden Baden-Württembergs ausgezeichnet.

## Wissenschaftliche Schwerpunkte
Spetzger ist bekannt für seine wissenschaftlichen Arbeiten zu den Themen zerebrovaskuläre und spinale Mikrochirurgie, Navigation und Robotik sowie Kavernome mit Publikation der entsprechenden Originalarbeiten, Buchbeiträgen und mehreren Lehrbüchern.

## Werke
- D*Terminus II (Neuro-Science-Fiction-Thriller, Wissenschaftsroman), tredition 2019, ISBN 978-3-7497-2597-7

## Medizinische Fachgesellschaften
- Deutsche Gesellschaft für Neurochirurgie (DGNC)
- Deutsche Akademie für Neurochirurgie (DANC / GANS)
- Eurospine - Spine Society of Europe (SSE)
- Congress of Neurological Surgeons (CNS)
- Deutsche Wirbelsäulengesellschaft (DWG)
- Deutsche Gesellschaft für Schädelbasischirurgie (DGSB)
- Cerebrovascular Section of the American Association of Neurological Surgeons (AANS / CNS)
- International Society for Medical Innovation and Technology (iSMIT)
- Founding Member and Vice-President of the International Society of Digital Medicine (ISDM)
- 2. Vorsitzender Deutschen Gesellschaft für Neurotraumatologie und Klinische Neurorehabilitation (DGNKN)[11]

## Ehrungen und Auszeichnungen
- Ehrendoktorwürde (Dr. h. c.) und Fakultätsmitglied der Tbilisi State Medical University Tiflis, Georgien[12]
- Visiting Professor Department of Neurological Surgery Loyola University, Chicago, USA
- Auszeichnung Deutschland - Land der Ideen. Kategorie Wissenschaft & Technik: Computer-assistierte Gehirnchirurgie. Entwicklung eines Stereotaxiesystems für die intraoperative MRT-Bildgebung[13]
- Ehrendirektor und wissenschaftlicher Kooperationspartner des First People’s Hospital in Changzhou, China
- Executive Member of the Academia Eurasiana Neurochirurgica
- Ehrenmitglied des Royal College of Neurological Surgeons of Thailand
- Landesverdienstorden Baden-Württemberg[14]